# Fétigny (Fribourg)
Pour les articles homonymes, voir Fétigny.
Fétigny (Fethenyi  en patois fribourgeois) est une localité et une commune suisse du canton de Fribourg, située dans le district de la Broye.
Suite aux votations du 9 février 2025, le village de Fétigny sera fusionné avec celui de Ménières, pour créer la nouvelle commune de Fétigny-Ménières à partir du 1er janvier 2026.

## Géographie
Selon l'Office fédéral de la statistique, Fétigny mesure 4,08 km2. 12,3 % de cette superficie correspond à des surfaces d'habitat ou d'infrastructure, 76,9 % à des surfaces agricoles, 9,6 % à des surfaces boisées et 1,2 % à des surfaces improductives.
Fétigny est limitrophe des communes de Cugy, Ménières ainsi que Payerne, Trey et Valbroye dans le canton de Vaud.

## Démographie
Selon l'Office fédéral de la statistique, Fétigny compte 1 180 habitants en 2022. Sa densité de population atteint 289 hab./km2.
Le graphique suivant résume l'évolution de la population de Fétigny entre 1850 et 2008 :

## Patrimoine bâti
L'ancienne église paroissiale, élevée vers 1514, peut être sans doute attribuée au maître-maçon d'origine genevois François de Curtine, alors établi à Payerne. Elle a été légèrement déplacée vers 1755 et entièrement reconstruite en 1948.